# Les Motorisées
Pour plus de détails, voir Fiche technique et Distribution.
Les Motorisées (Le motorizzate) est un film franco-italien réalisé par Marino Girolami, sorti en 1963.

## Synopsis
Chacun des sketches se veut une illustration du thème « la femme et la voiture » :  
- les religieuses ne tendant pas vraiment l'autre joue ;
- la prostituée exerçant en caravane ;
- l'aventurière se portant au secours d'un champion de marche à pied pour profiter de lui ;
- la conductrice débutante abusée par un au escroc au petit pied;
- le chômeur qui usurpe la fonction d'agent de la circulation, mais est un modèle de galanterie.

## Fiche technique
- Titre : Les Motorisées
- Titre original : Le motorizzate
- Réalisation : Marino Girolami, assisté d'Enzo G. Castellari
- Scénario : Marino Girolami, Beppo Costa et Tito Carpi
- Photographie : Mario Fioretti
- Montage : Enzo G. Castellari
- Musique : Carlo Savina
- Production : Jacques-Paul Bertrand et Marino Girolami
- Pays d'origine :  Italie |  France
- Format : noir et blanc - mono
- Genre : comédie, sketches
- Date de sortie :
  - Italie : 15 août 1963
  - France : 27 novembre 1964

## Distribution
- Les carmélites :
  - Ave Ninchi : Sœur Teresa
  - France Anglade : Sœur Maria
  - Carlo Pisacane : le vieux fasciste
  - Ennio Girolami : le jeune communiste
- La caravane :
  - Bice Valori : Lola
  - Adolfo Balletti : le brigadier
  - Pierre Doris : le gros client
  - Michel Galabru : Pompeo Saronno
- L'aventurière :
  - Walter Chiari : Walter, le coureur
  - Valeria Fabrizi : Valeria, la petite amie
  - Francesco Luzi : l'entraîneur
  - Sophie Desmarets : l'aventurière
  - Vinicio Sofia : le sponsor
- Un investissement sûr :
  - Raimondo Vianello : Camillo, l'escroc
  - Sandra Mondaini : la conductrice
  - Riccardo Billi : Righetto
  - Roy Ciccolini : le vendeur de voitures
- Le faux gardien de la paix :
  - Totò : Urbano Cacace
  - Anna Campori : Mme Cacace
  - Gina Amendola : la belle-mère de Cacace
  - Gianni Agus : le procureur général
  - Mario Castellani : le brigadier
  - Gabriella Andreini : la fille condamnée à une amende
  - Jean Tissier : le juge
  - Liana Orfei : l'avocate de la défense
  - Marco Mariani : l'avocat Rossetti
  - Pasquale De Filippo : l'avocat général
  - Andrea De Pino : Nicolino